# العراق في الألعاب الأولمبية الصيفية 1996
شارك العراق في دورة الألعاب الأولمبية الصيفية عام 1996 في أتلانتا,الولايات المتحدة للمرة التاسعة في دورة الألعاب الأولمبية الصيفية. تألف الفريق من ثلاثة رياضيين، وجميعهم من الذكور. شارك في ثلاث رياضات.اصغر المشاركين في رفع الاثقال رائد أحمد مع 29 عاما و 54 يوما، وأقدم حسن مطلق النار مع 33 عاما و 134 يوما. خلال حفل الافتتاح يوم 19 يوليو عام 1996، قام أحمد برفع علم العراق في الاستاد الأولمبي.

## المشاركين
| الاسم    | العمر | الجنس | الرياضة          | النتائج |
| -------- | ----- | ----- | ---------------- | ------- |
| رعد احمد | 29    | ذكر   | رفع الاثقال      | لم يفز  |
| حسن حسن  | 33    | ذكر   | اطلاق النار      | لم يفز  |
| حسن جاسم | 29    | ذكر   | الألعاب الرياضية | لم يفز  |